# Dieter Erhard

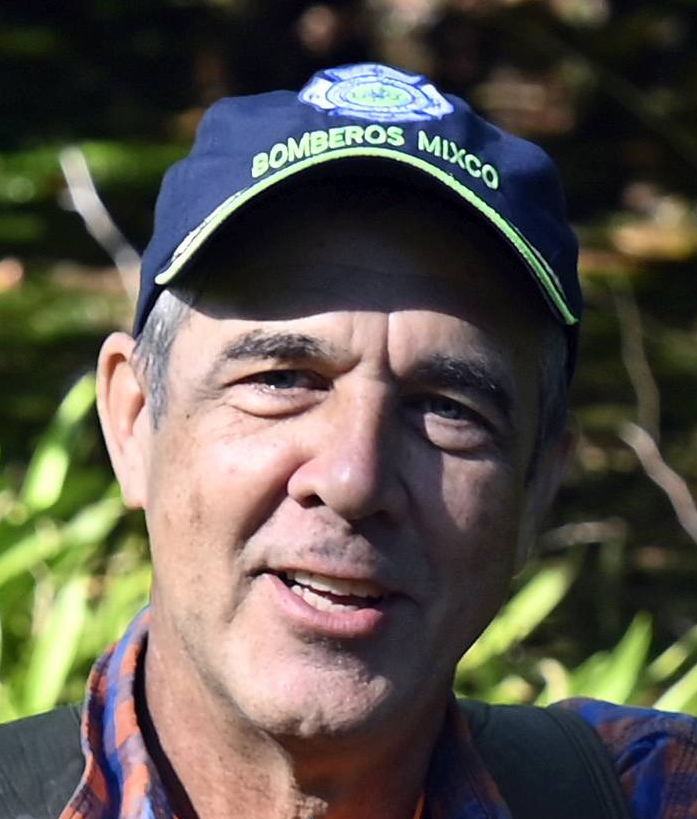
Dieter Erhard

Dieter Erhard (* 1961 in Nürnberg) ist ein deutscher Künstler mit einem Schwerpunkt in großen Edelstahlskulpturen und Fluoreszenzobjekten.

## Leben und Werk

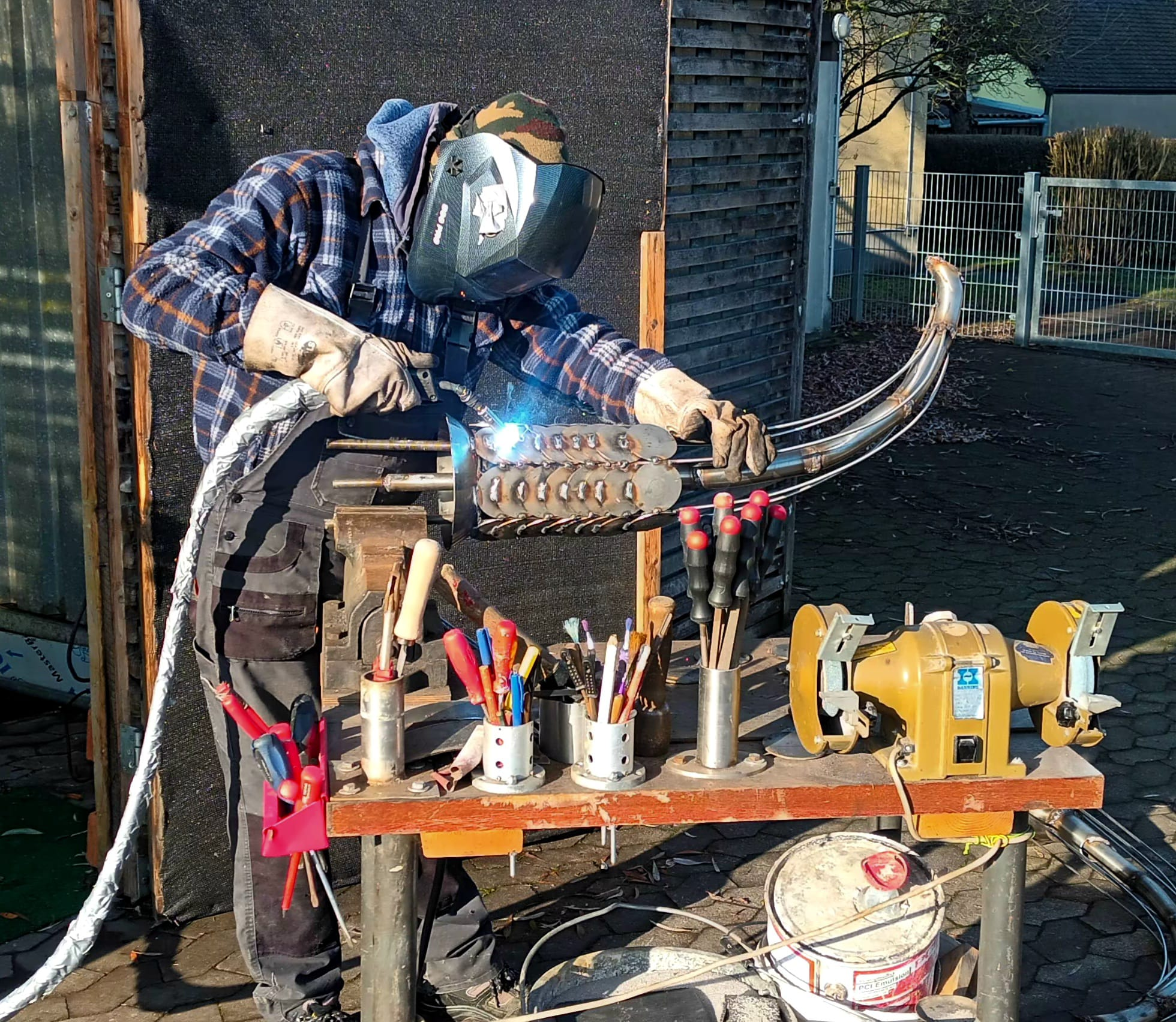
Dieter Erhard beim Schweißen

Erhard absolvierte vor seiner künstlerischen Tätigkeit eine handwerkliche Ausbildung und eine Ausbildung zum Industriekaufmann. In Mexiko studierte er von 1987 bis 1989 Kunst bei Bellas Arte in San Miguel de Allende bei Helen Coffey. Seit 1993 ist Erhard hauptberuflich als freischaffender Künstler tätig.
Von 1990 bis 2012 leitete er die Galerie Im Gäßla in Erlangen-Tennenlohe, wo er den internationalen Skulpturenpark Tennenlohe und die Fiesta de Arte (ein Kunstfest mit Beteiligung internationaler Künstler) gründete.
In Nürnberg gestaltete er das 24 Meter Wandbild Welle im U-Bahnhof Maffeiplatz und die internationale Galerie im U-Bahnhof Plärrer, eine permanente Ausstellung mit Werken internationaler Künstler.
Mit seinen Edelstahl-Kunststoff-Werken war er mit dem 8 Meter großen Wal im Gartenteich von Schloss Bellevue beim Bürgerfest des Bundespräsident a. D. Joachim Gauck sowie am Ernst-Reuter-Platz bei Berlin leuchtet vertreten. Der Wal ist nun dauerhaft auf dem Stadtsee in Rendsburg (Schleswig-Holstein) installiert.
Sein Kunstwerk Quellstein mit 9,4 t im Sebalder Forst ist das östliche Ende der Skulpturachse im Skulpturenpark Tennenlohe.
In den Erlanger Partnerstädten Beşiktaş (Türkei), Wladimir (Russland) und Riverside (Kalifornien, USA) erstellte er jeweils eine Skulptur. In Seadrift, Texas schuf er den Art Center Seadrift mit seinem Studio Artboat. In Guatemala initiierte er das Projekt Kunst in Beton.
Seit 2005 ist er Mitglied im Rotary Club Erlangen Schloss. Beim Rotary Club Guatemala Norte ist Erhard Ehrenmitglied. Er engagiert sich im sozialen Bereich Guatemalas.

## Auszeichnungen
- 2009: Ehrenbrief Kultur der Stadt Erlangen
- 2012: Ehrenbürger San Miguel Dueñas, Guatemala
- 2015: Ehrenteller Botschaft Guatemala, Berlin
- 2017: Publikumspreis „Kronach leuchtet“ mit Skulptur Meerjungfrau
- 2018: Ehrenmitglied bei Rotary Club Guatemala Norte
- 2019: Publikumspreis beim Lichtevent „Kronach leuchtet“ mit der Skulptur Legend Hommage an Amelia Earhart[7]
- 2025 Ehrenmitglied Feuerwehr La Antigua, Guatemala
- Paul Harris Fellow Rotary Club Guatemala Norte
- Paul Harris Fellow +1 Rotary Club Erlangen Schloss
- Goldene Buch Eintrag der Gemeinde Gremsdorf

## Werke (Auswahl)

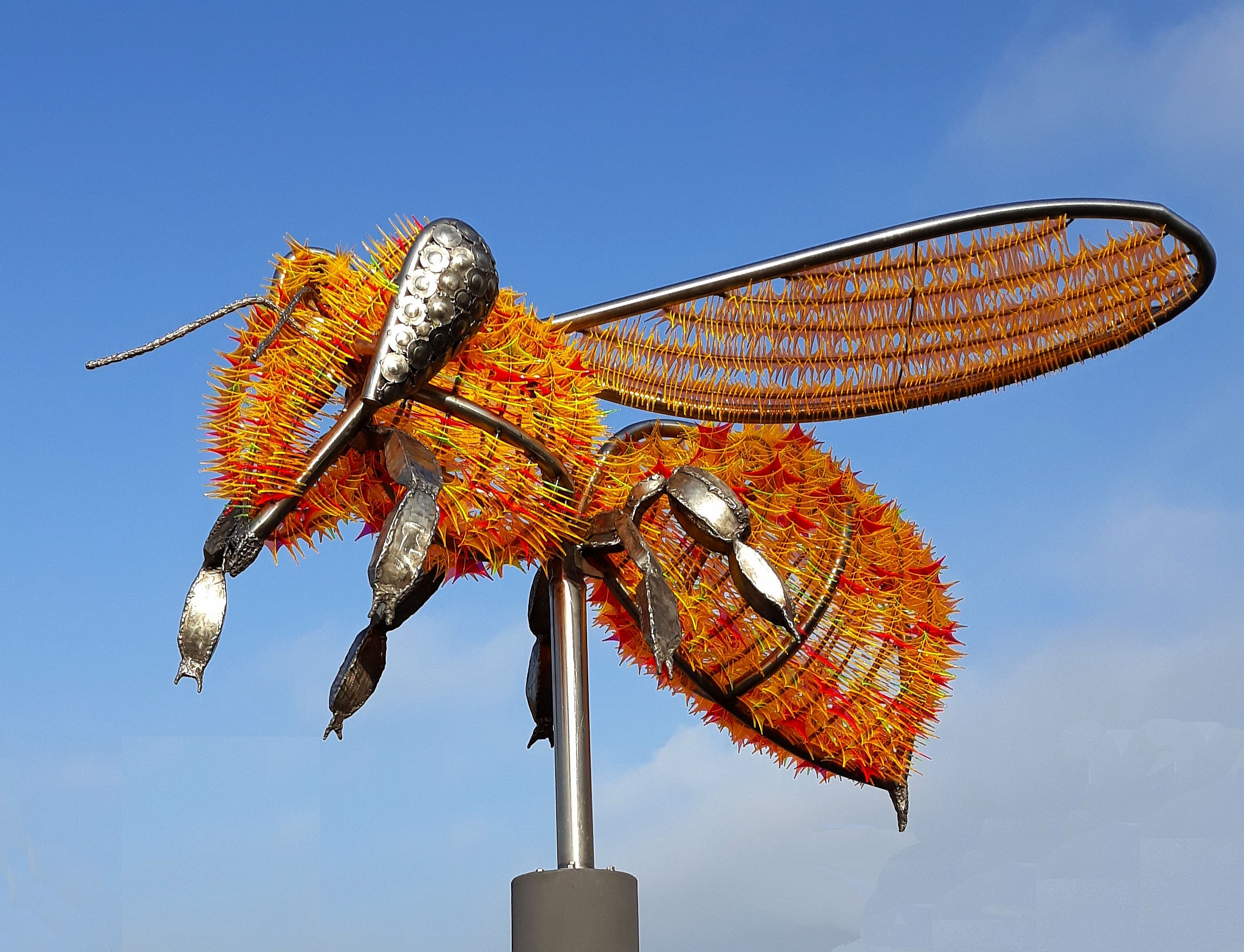
Große Biene, Gremsdorf
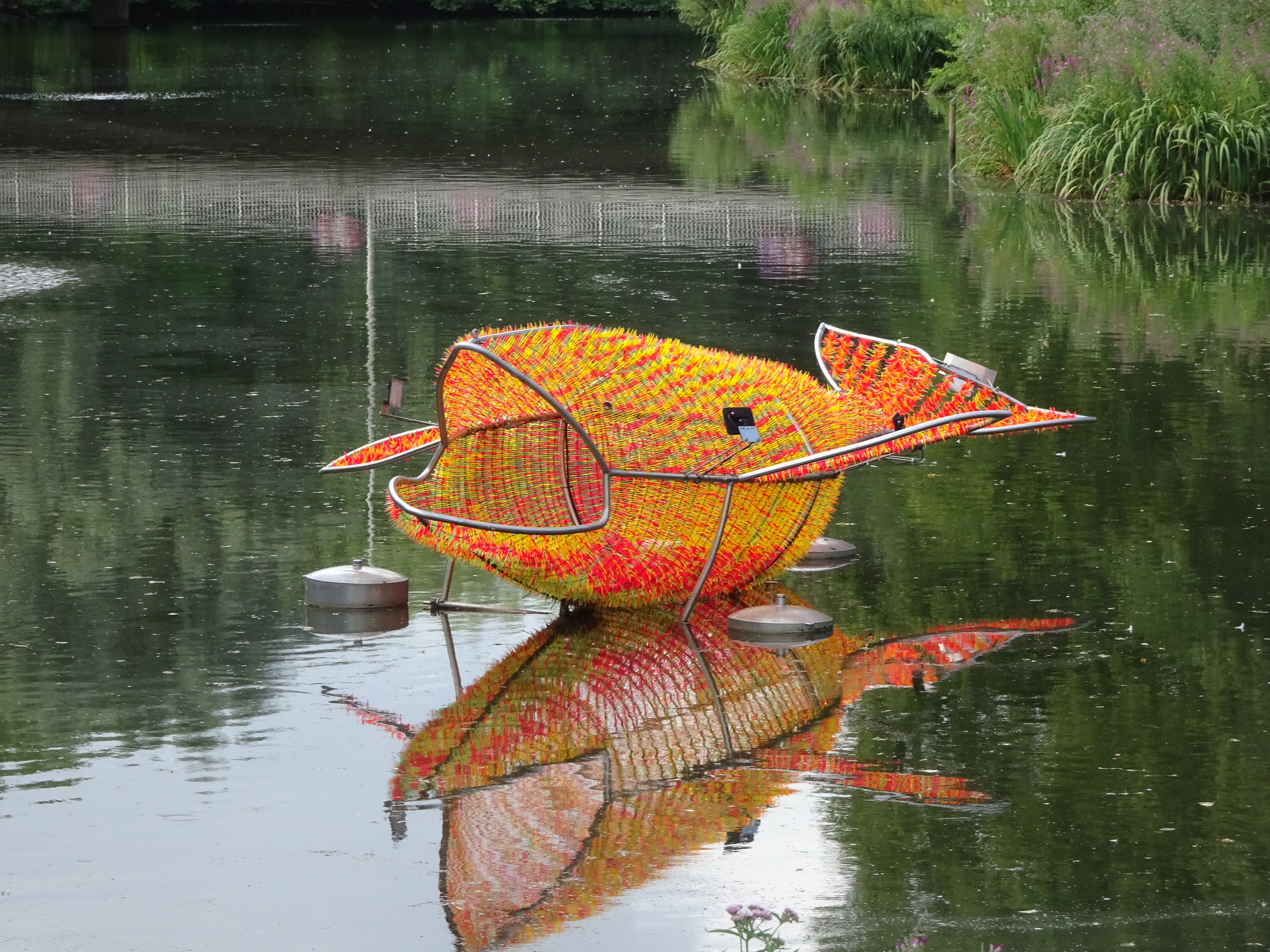
Wal in Rendsburg
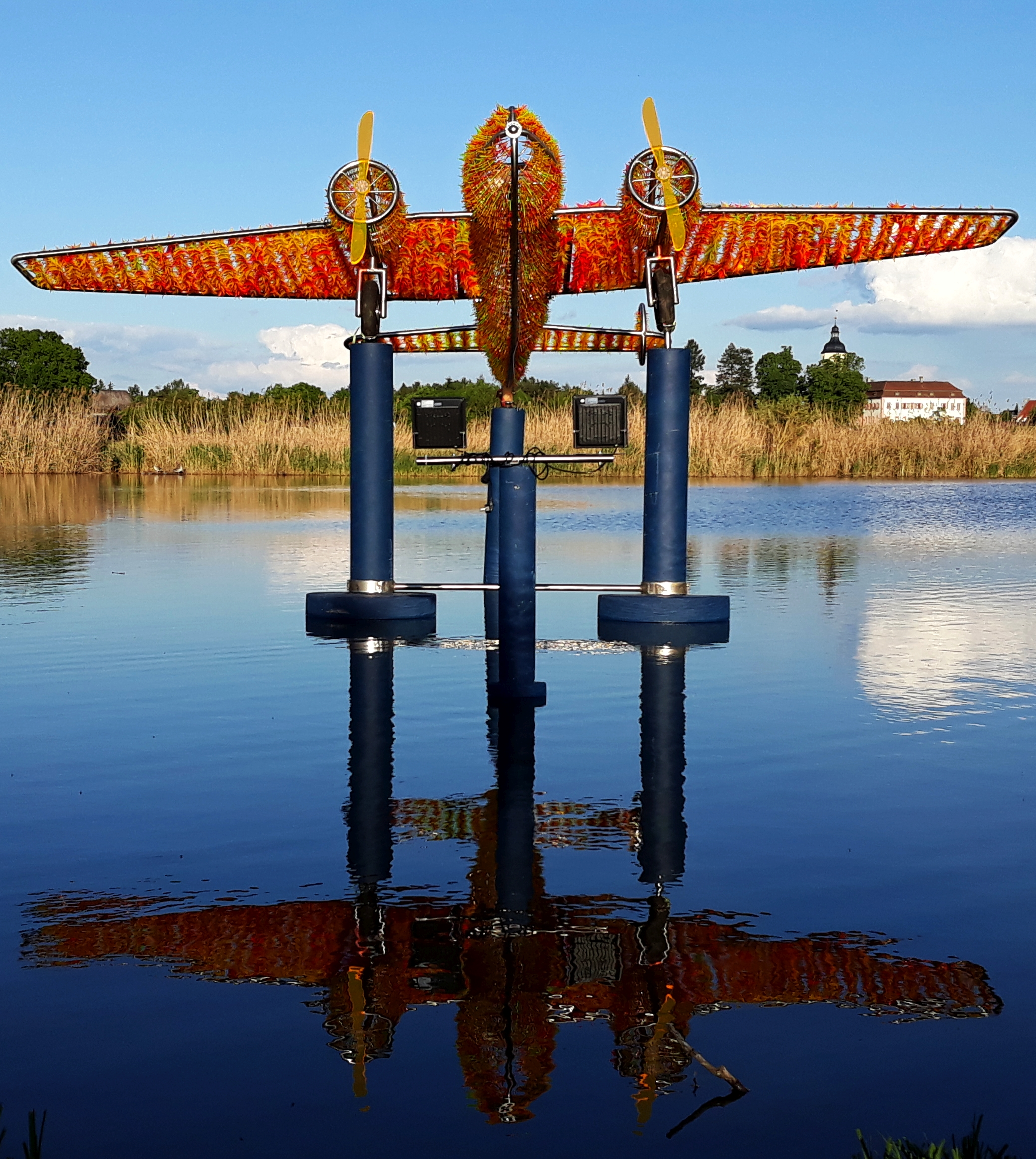
Legend. Hommage an Amelia Earhart, hier im Gründlacher Schwemmweiher
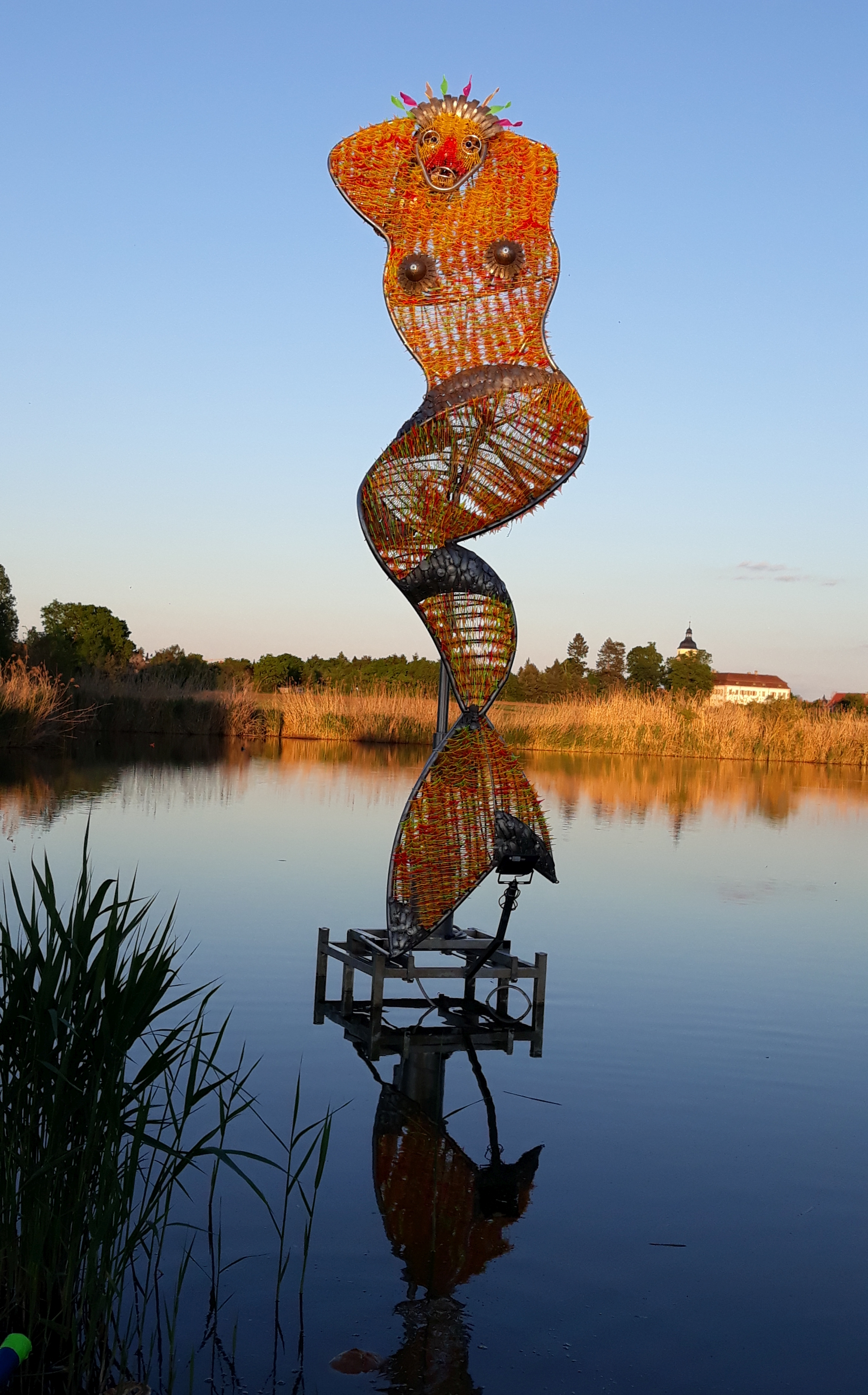
Marilyn, hier im Gründlacher Schwemmweiher

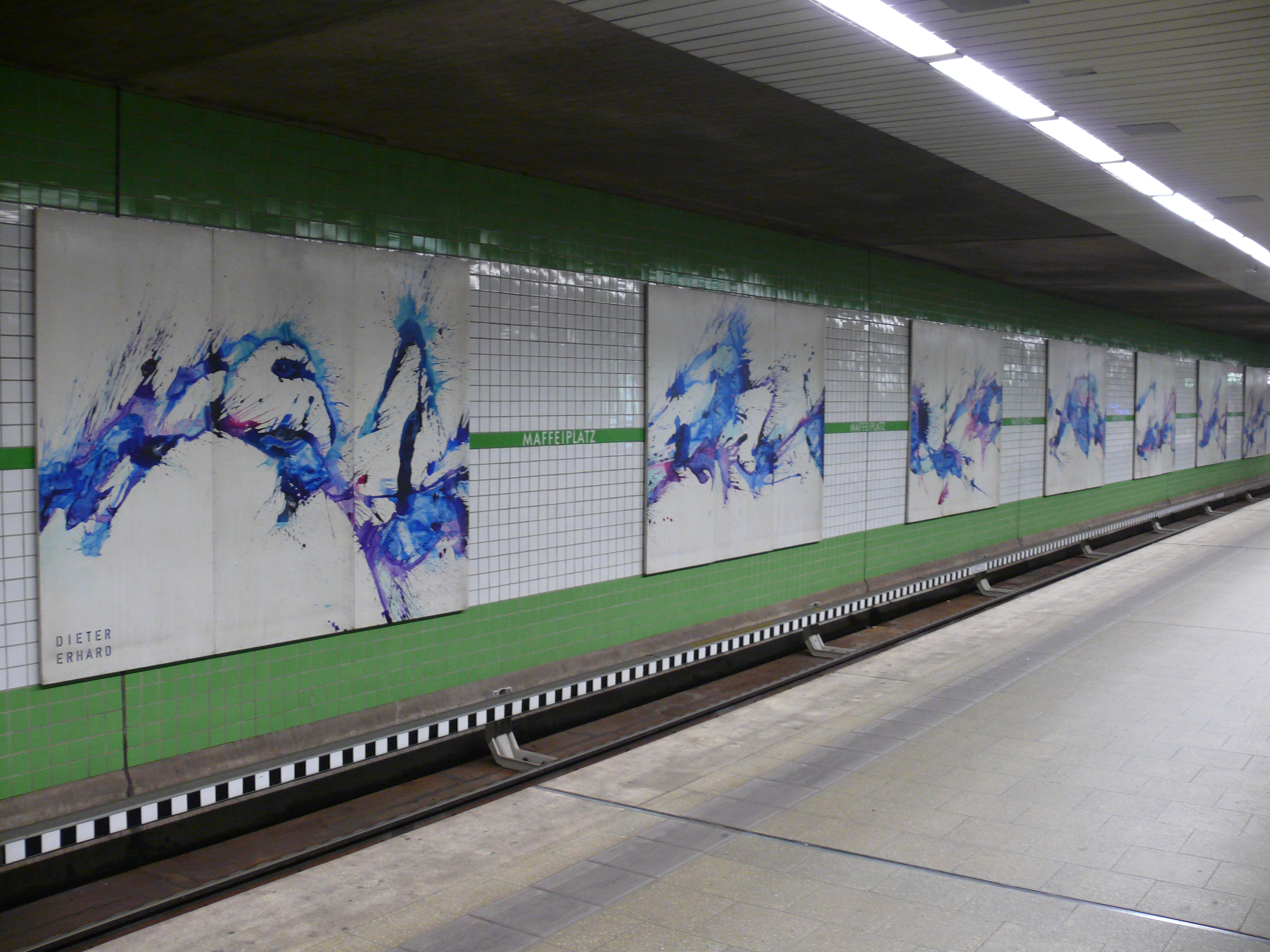
Wandbild Welle U-Bahnhof Maffeiplatz, Nürnberg
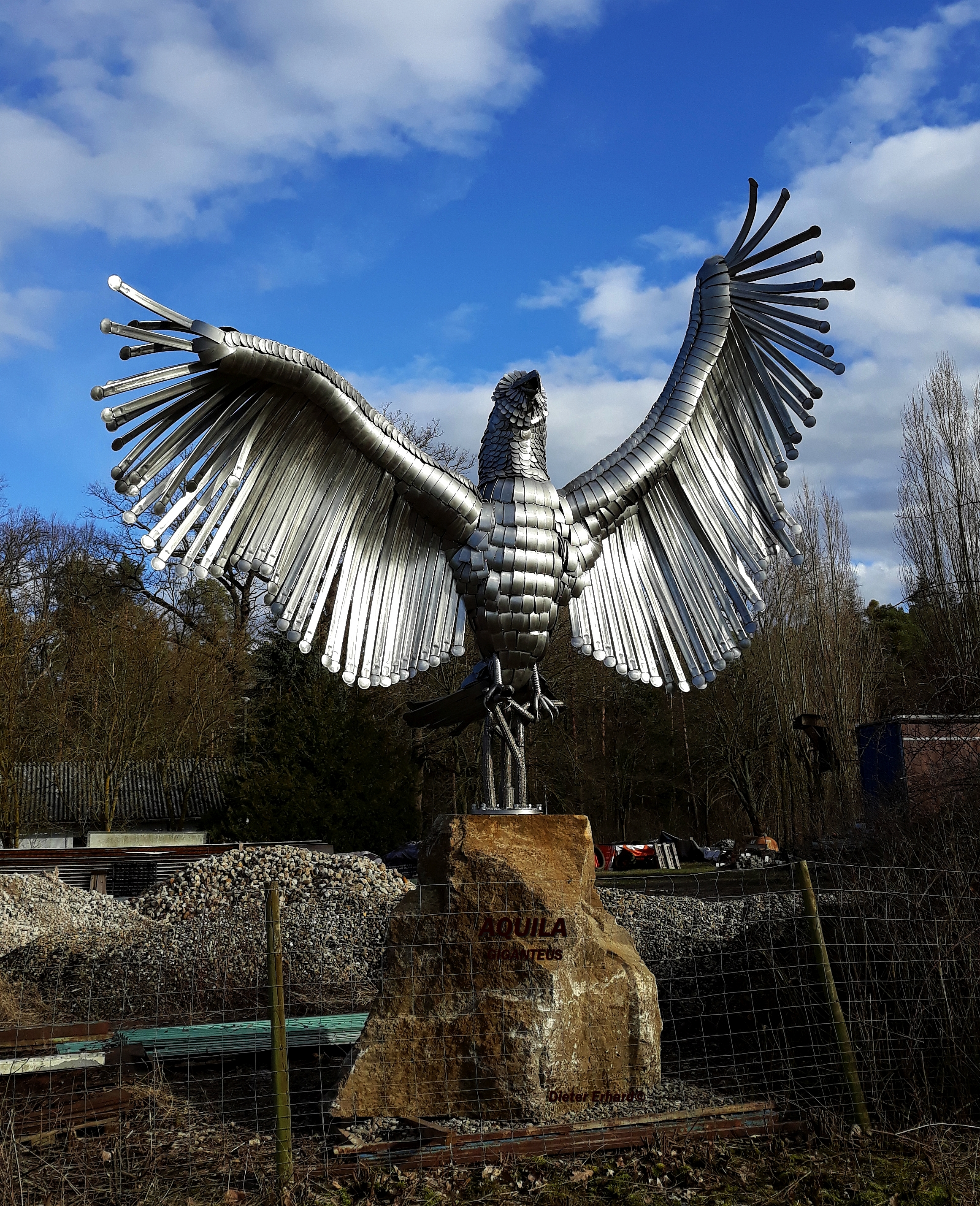
Aquila Giganteus
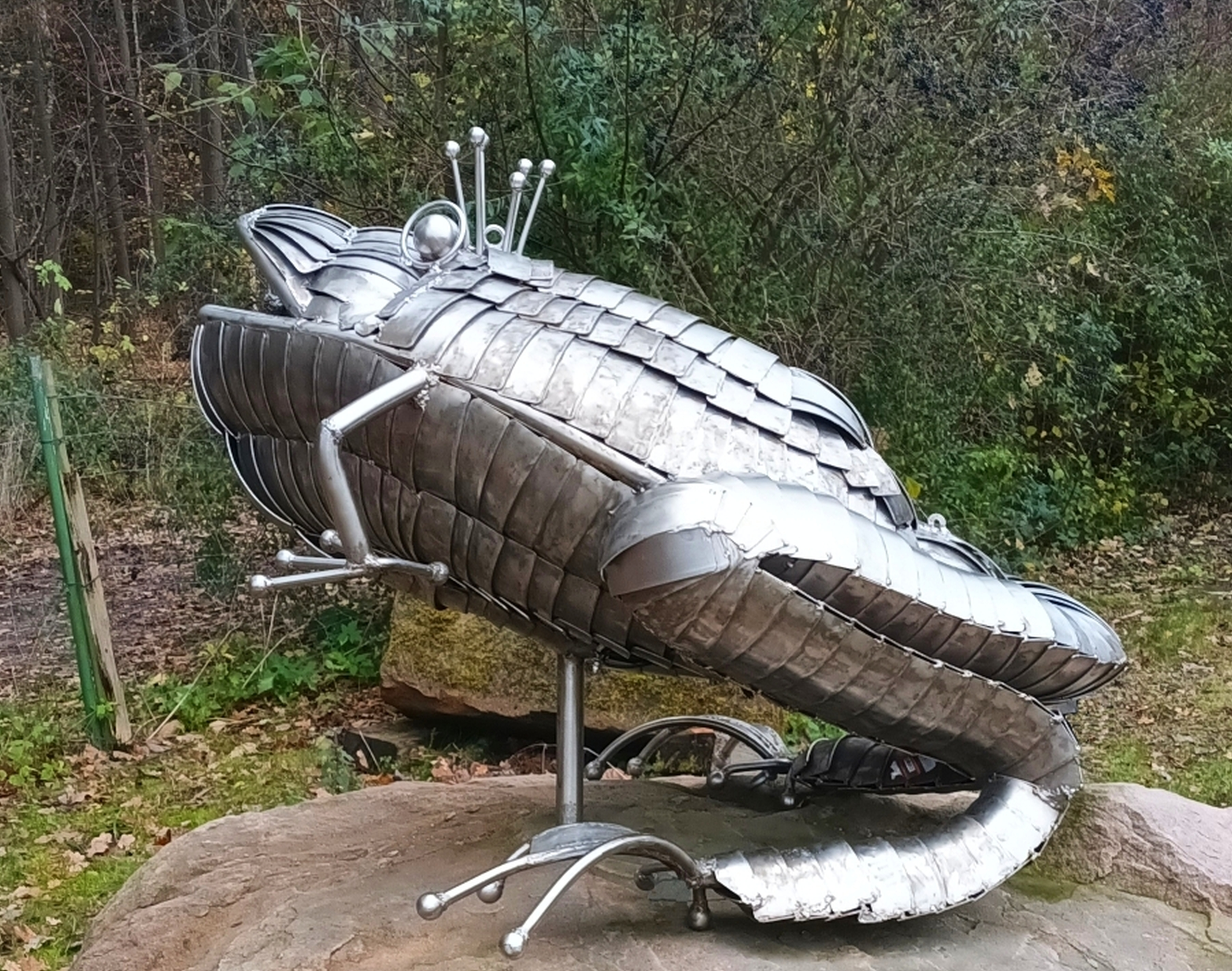
Froschkönig